# 堀之內站 (神奈川縣)

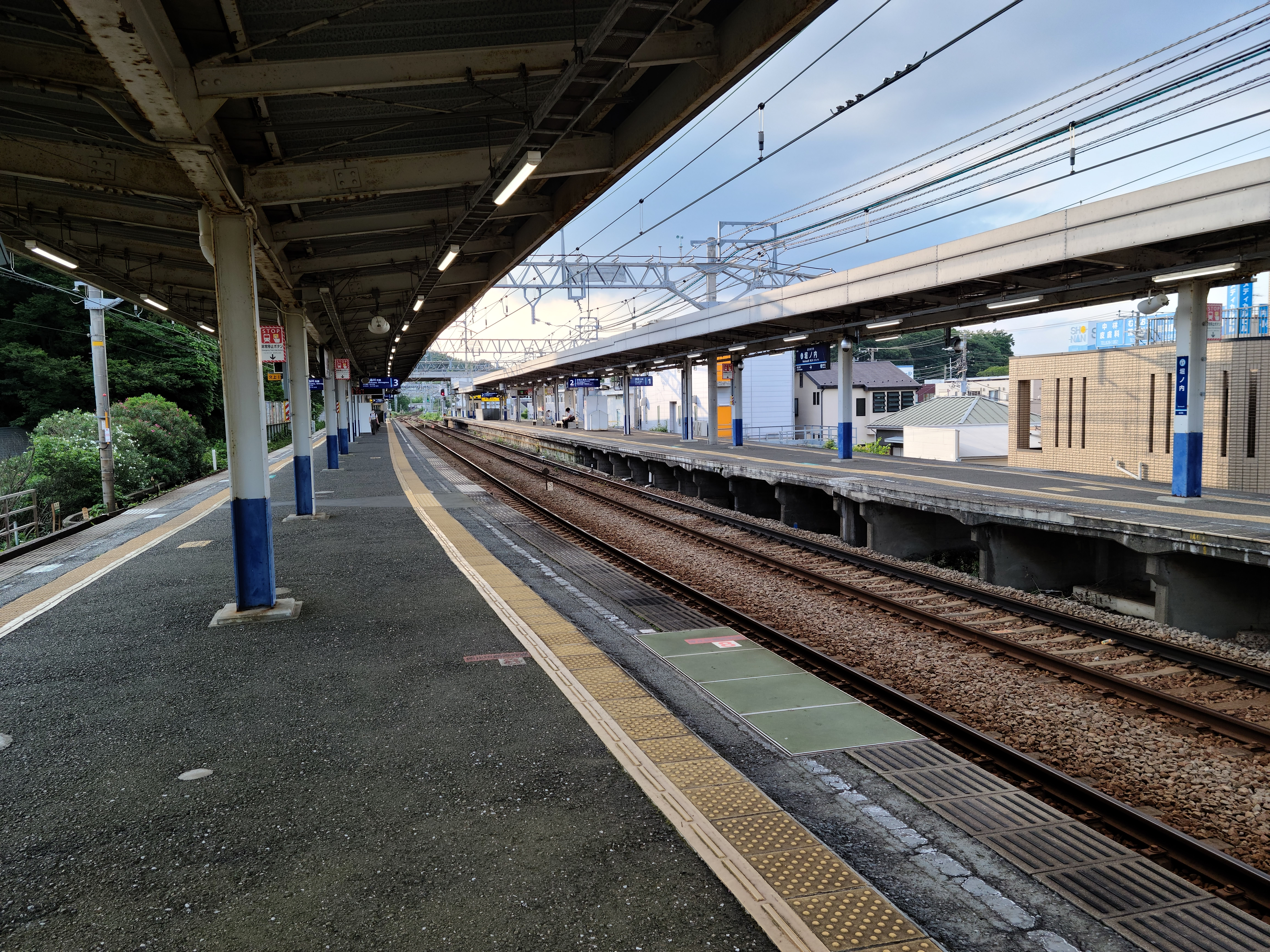
月台（2020年8月）

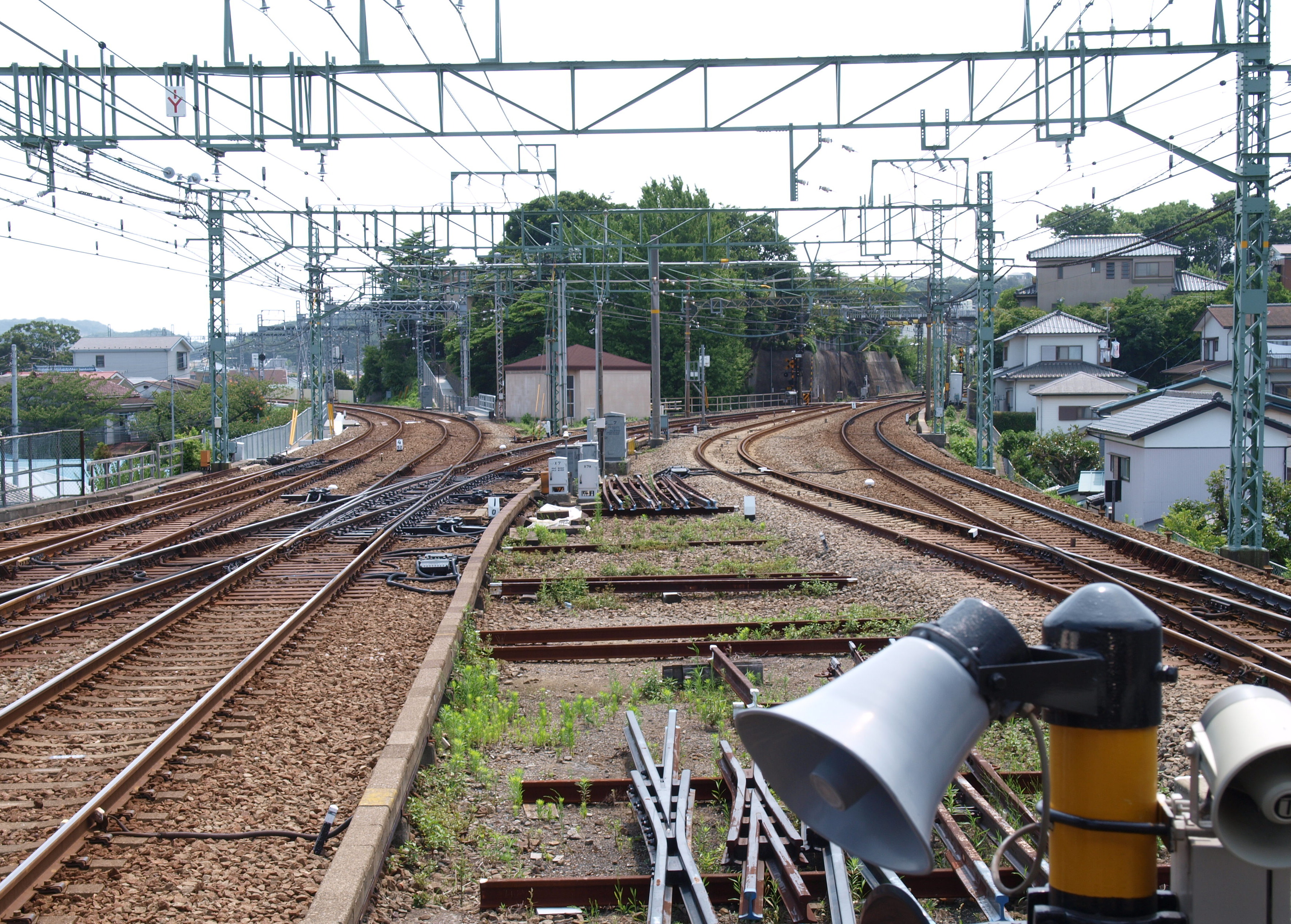
堀之內站浦賀方向的配線。左後方是往本線浦賀、右後方是往久里濱線三崎口（2010年8月）

堀之內站（日语：／ Horinouchi eki */?）位於日本神奈川縣橫須賀市三春町三丁目，是京濱急行電鐵的鐵路車站。車站編號是KK61。

## 停靠路線
- 京濱急行電鐵
  - 本線
  - 久里濱線

## 年表
- 1930年（昭和5年）4月1日 - 現址往橫須賀中央側180公尺處開設臨時站，當時稱為橫須賀堀內坂站。
- 1936年（昭和11年）6月 - 升格為車站。
- 1941年（昭和16年）11月1日 - 湘南電氣鐵道與京濱電氣鐵道合併，本站成為京濱電氣鐵道車站。
- 1942年（昭和17年）
  - 5月1日 - 京濱電氣鐵道與東京橫濱電鐵合併。本站成為東京急行電鐵（大東急）車站。
  - 12月1日 - 久里濱線至久里濱站（臨時站，現京急久里濱站）開通[2]，站址移至現址。
- 1948年（昭和23年）6月1日 - 京濱急行電鐵成立，本站成為京濱急行電鐵車站。
- 1961年（昭和36年）9月1日 - 車站改稱堀之內站。
- 1999年（平成11年）7月31日 - 升格為快特停靠站。
- 2008年（平成20年）11月21日 - 導入進站音樂。

## 車站結構
本站是雙島式月台2面4線地面車站。因車站位於斜坡上，剪票口在月台下方。車站往浦賀方向可見本線與久里濱線線路平面交會。
本站為久里濱線起點站，但並沒有留置線等設備，因此久里濱線多數列車直通本線橫濱、品川方向。但是品川方向設有單向橫渡線，早晨與夜間的始發、終停列車，以及浦賀方向來往久里濱的車輛基地之間的回送列車會使用此橫渡線進入上行本線。
快特與特急幾乎都往久里濱線方向直通，普通列車幾乎往浦賀方向運行。
本站的本線浦賀方校列車與久里濱線京急久里濱、三崎口方向列車會進行相互接續。
開業當時為側式月台2面2線構造（現在的2、3號線）。1942（昭和17）年12月1日久里濱線通車起增設上行月台副本線（現在的4號線），進行線內折返運行。1954（昭和29）年6月15日本站 - 湘南井田站（現在的北久里濱站）間複線化，開始與本線直通運轉。久里濱線可直通現在2號線，同時下行月台也增設副本線（現在的1號線）。

### 月台配置
| 月台 | 路線     | 方向 | 目的地                           |
| ---- | -------- | ---- | -------------------------------- |
| 1    | 本線     | 下行 | 浦賀方向                         |
| 2    | 久里濱線 | 下行 | 京急久里濱、三浦海岸、三崎口方向 |
| 3・4 | 本線     | 上行 | 橫濱、羽田機場、品川、新橋方向   |

- 原則上，1號線為本線下行列車專用，2號線為久里濱線下行列車（部分為本線下行列車）使用，3號線由本線發出的上行列車使用，4號線由久里濱線發出的上行列車使用。
- 配線上，1號線、3號線與久里濱線三崎口方向，4號線與本線浦賀方向不連通，車輛無法互相駛入。本線、久里濱線都可駛入的只有2號線。因此下行本線可進行緩急接續，上下久里濱線與上行本線無法進行緩急接續。（但是3號線往久里濱線下行方向有線路相通，可供深夜浦賀發出的電車要回送至車輛管理區時使用。）
- 久里濱線在通車時並不與本線直通運轉，僅使用現在的4號線進行線內折返運行。
- 如前述，本站的上行本線無法進行緩急接續。在1958年3月16日修改的假日班表，到達3號線的浦賀始發普通列車下客後，先往品川側移動再轉入4號線，待避後續的浦賀始發Hiking特急「第三房總號」。

### 進站音樂
2008年11月21日起，本站使用橫須賀市出身的創作歌手渡邊真知子代表曲《海鷗飛翔的那一天》（かもめが翔んだ日）作為進站音樂。下行月台使用副歌前段（B段），上行月台使用副歌。

## 使用情況
2016年度1日平均上下車人次為12,507人，京急線全部72個車站當中排行第54位。
近年1日平均上下車人次與上車人次的推移如下表。
| 年度               | 1日平均 上下車人次 | 1日平均 上車人次 | 來源     |
| ------------------ | ------------------ | ---------------- | -------- |
| 1995年（平成07年） |                    | 7,679            | [ * 1 ]  |
| 1998年（平成10年） |                    | 6,810            | [ * 2 ]  |
| 1999年（平成11年） |                    | 6,683            | [ * 3 ]  |
| 2000年（平成12年） |                    | 6,690            | [ * 3 ]  |
| 2001年（平成13年） |                    | 6,714            | [ * 4 ]  |
| 2002年（平成14年） |                    | 6,700            | [ * 5 ]  |
| 2003年（平成15年） | 13,577             | 6,661            | [ * 6 ]  |
| 2004年（平成16年） | 13,165             | 6,474            | [ * 7 ]  |
| 2005年（平成17年） | 13,122             | 6,465            | [ * 8 ]  |
| 2006年（平成18年） | 13,126             | 6,469            | [ * 9 ]  |
| 2007年（平成19年） | 13,286             | 6,601            | [ * 10 ] |
| 2008年（平成20年） | 13,249             | 6,653            | [ * 11 ] |
| 2009年（平成21年） | 13,160             | 6,619            | [ * 12 ] |
| 2010年（平成22年） | 13,017             | 6,548            | [ * 13 ] |
| 2011年（平成23年） | 12,632             | 6,346            | [ * 14 ] |
| 2012年（平成24年） | 12,602             | 6,329            | [ * 15 ] |
| 2013年（平成25年） | 12,734             | 6,410            | [ * 16 ] |
| 2014年（平成26年） | 12,422             | 6,248            | [ * 17 ] |
| 2015年（平成27年） | 12,508             | 6,294            | [ * 18 ] |
| 2016年（平成28年） | 12,507             |                  |          |

## 車站周邊
車站周邊以住宅區為主。因為在住宅區中，站前巴士站狹小。最近的幹線道路是北側200m左右的國道134號。
車站北側是以填海地為主的平地。國道旁有許多郊外型商店與公園。車站南側是丘陵地住宅區。
- 橫須賀市立海釣公園
- 橫須賀青果市場
- 春日神社
- 橫須賀三春郵便局
- 橫須賀市立山崎小學校（日语：横須賀市立山崎小学校）
- 橫須賀市救急醫療中心
- 國道16號
- 湘南京急巴士堀內營業所（日语：湘南京急バス堀内営業所）
- 堀之內商榮會
- 山田電機Tecc Land New橫須賀店

## 巴士路線

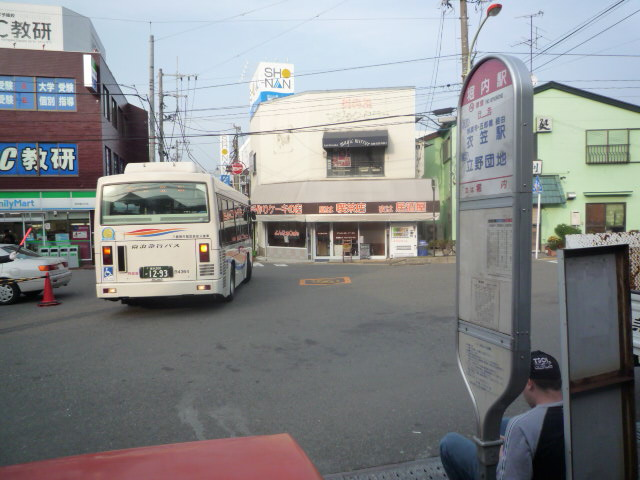
站前廣場

由於站前巴士總站狹小，班次不多，步行3分鐘左右的國道134號線上有堀內巴士站，可搭乘湘南京急巴士往橫須賀市中心與東部的路線。

### 堀內站
- 衣笠線 - 衣笠站方向
- 立野團地線 - 馬堀海岸站、立野團地方向

### 堀內
西方
橫須賀中央站、橫須賀站方向各線
衣笠線（往衣笠站）
東方
觀音崎線 - 馬堀海岸站、浦賀站、觀音崎、防衛大學校方向
立野團地線（立野團地循環）

## 相鄰車站
京濱急行電鐵
 本線
■特急（金澤文庫站以北為快特）、■特急（堀之內站以南為各站停車）
橫須賀中央（KK59）－堀之內（KK61）－京急大津（KK62）
■普通
縣立大學（KK60）－堀之內（KK61）－京急大津（KK62）
 久里濱線
□早晨翼號
通過
□京急翼號（堀之內站以南為各站停車）
橫須賀中央（KK59）（本線）→堀之內（KK61）→新大津（KK65）
■快特、■特急（金澤文庫站以北為快特）、■特急（堀之內站以南為各站停車）
橫須賀中央（KK59）（本線）－堀之內（KK61）－新大津（KK65）
■普通
縣立大學（KK60）－堀之內（KK61）－新大津（KK65）

## 外部連結
- 堀之內站（各站資訊） - 京濱急行電鐵